# 2020年韓國洪災
2020年韓國洪災是自2020年6月以来，由於朝鲜半岛南部持續的梅雨，朝鲜民主主义人民共和国部分地區和大韩民国大部分地区發生嚴重洪災。而同時期受梅雨影響，中国南方以及日本九州也出現洪災。 截至2020年8月9日，韓國已有38人因災死亡。行政安全部估計損失高達10,400億韓圓（8.75億美元）
2020年6月下旬，韩国進入雨季。7月初，大雨过后，釜山被洪水淹没。7月下旬，韩国东南部地区出現狂風暴雨，導致數人死亡。7月中旬，韓國氣象廳一位官员表示，济州岛早在6月10日就迎來雨季，而在6月24日，韓國南部和中部地区進入雨季。8月，持續的降雨給韓國南部地区帶來人員和財產損失。
與此同時，朝鲜中央通讯社报道了朝鲜的災情，但没有提及人員遇難。据报道，朝鮮最高领导人金正恩在8月7日视察了与韩国相邻的黄海北道受灾地区。有人担心，此次洪災可能会影響朝鲜的粮食收成，并对該國的粮食安全构成威胁。

## 另見
- 2020年中国南方水灾
- 2020年7月日本水災